# Mind Your Business
Mind Your Business è un singolo del rapper statunitense will.i.am con la cantante Britney Spears, pubblicato il 21 luglio 2023. La canzone segna la quarta collaborazione tra i due, dopo Big Fat Bass, Scream & Shout e It Should Be Easy. Mind Your Business ha ricevuto recensioni per lo più negative, con i giornalisti che hanno criticato la produzione, la voce e i testi.

## Descrizione
(will.i.am sulla collaborazione con Britney Spears, su Variety)
Nel settembre 2022, will.i.am ha accennato a una collaborazione a Good Morning Britain, affermando che "ci sono state cose in cantiere", ma non ha approfondito ulteriormente. I due artisti avevano già collaborato in precedenza per le canzoni Big Fat Bass (2011), Scream & Shout (2012) e It Should Be Easy (2013).
Il 17 luglio 2023, will.i.am ha annunciato la collaborazione sui suoi social media, insieme a uno spezzone della canzone e al suo link di pre-salvataggio. Il brano presentava un testo tratto da Scream & Shout: "You are now, now rockin' with will.i.am and Britney, bitch". È stato inoltre presentato in anteprima un nuovo testo cantato da Britney Spears su un ritmo uptempo: "Mind your business, bitch!".
Mind Your Business è stato pubblicato sulle piattaforme di streaming e nei formati digitali il 21 luglio 2023 Il singolo è la prima pubblicazione della cantante dopo quasi un anno da Hold Me Closer. In un'intervista a Vogue ha rivelato che la collaborazione è stata registrata "anni fa ed era giunto il momento [di] ri-produrla e condividerla con i miei incredibili fan".
La copertina del singolo è stata presentata il 19 luglio 2023. Raffigura entrambi gli artisti in piedi l'uno di spalle all'altro, con indosso abiti neri con accenni di rosa. Per la sua apparizione sulla copertina è stata utilizzata una foto di Britney Spears del 2003, il che ha suscitato domande su quanto la cantante fosse effettivamente coinvolta nel progetto. I giornalisti hanno fatto notare come nessuno dei due artisti sembri avere l'età attuale nell'immagine di copertina, che è stata definita "il primo segno di catastrofe" intorno alla canzone appena pubblicata.

## Accoglienza
Mind Your Business è stata accolta da recensioni per lo più negative. Jamie Tabberer di Attitude ha assegnato una valutazione di una stella su cinque, criticando will.i.am per il suo " pessimo giudizio" nel pubblicare la canzone, etichettandola come "inascoltabile" con un testo "completamente privo di senso" e ritenendo che Britney Spears fosse "quasi del tutto assente da questo progetto" in quanto "non sembra affatto lei stessa". Anche Alexa Camp di Slant Magazine ha recensito negativamente il brano, definendolo "ripetitivo e stupido", con una "voce robotica e spezzata della Spears".
Rich Juzwiak di Jezebel ha scritto: "Se mi aveste detto che questa canzone era IA che faceva Britney, non sarei stato affatto sorpreso" Definendola la "peggiore canzone di sempre" della cantante, Lyric Waiwiri-Smith della testata neozelandese Stuff ha sottolineato il "ritmo che sembra il lavoro di un bambino che gioca su un mixer DJ giocattolo" e il testo "insensato", che è "un mash-up di termini colloquiali di internet e parole casuali raggruppate insieme senza un vero significato".
Scrivendo per il quotidiano britannico i, Emily Bootle ha descritto il brano come "artificioso, dimenticabile e duro" e "il tipo di musica pop più scadente che si possa immaginare". L'autrice ha inoltre espresso preoccupazione per il benessere della Spears dopo la fine della sua tutela, affermando che "c'è poco da festeggiare per il ritorno della Spears alla ribalta del pop se viene semplicemente usata come un burattino di se stessa, al fine di promuovere le agende commerciali di altre persone".
Al contrario, Bianca Betancourt di Harper's Bazaar l'ha trovato un "ritorno trionfale" per la cantante e "un bop certificato".